# Biatlon a 2022. évi téli olimpiai játékokon
A 2022. évi téli olimpiai játékokon a biatlon versenyszámait a Hualintung (Hualindong) síközpontban rendezték Csangcsiakou ( Zhangjiakou) városában 2022. február 5. és 18. között. A férfiaknak és a nőknek egyaránt 5–5 versenyszámban, valamint a vegyes váltó versenyszámban osztottak érmeket.

## Naptár
Az időpontok helyi idő szerint (UTC+8) és magyar idő szerint (UTC+1) is olvashatóak. A döntők kiemelt háttérrel vannak jelölve.
| Dátum       | Helyi idő | Magyar idő | Versenyszám                   |
| ----------- | --------- | ---------- | ----------------------------- |
| február 5.  | 17:00     | 10:00      | Vegyes váltó (4 x 6 km váltó) |
| február 7.  | 17:00     | 10:00      | Női 15 km egyéni indításos    |
| február 8.  | 16:30     | 09:30      | Férfi 20 km egyéni indításos  |
| február 11. | 17:00     | 10:00      | Női 7,5 km sprint             |
| február 12. | 17:00     | 10:00      | Férfi 10 km sprint            |
| február 13. | 17:00     | 10:00      | Női 10 km üldözőverseny       |
| február 13. | 18:45     | 11:45      | Férfi 12,5 km üldözőverseny   |
| február 15. | 14:30     | 07:30      | Férfi 4 x 7,5 km váltó        |
| február 16. | 15:45     | 08:45      | Női 4 x 6 km váltó            |
| február 18. | 15:00     | 08:00      | Női 12,5 km tömegrajtos       |
| február 18. | 17:00     | 10:00      | Férfi 15 km tömegrajtos       |

A férfi váltóverseny kezdési időpontját a várható extrém hideg hőmérséklet miatt 17:00-ról előrehozták 14:30-ra.
A női tömegrajtos versenyt eredetileg február 19-én 17:00-kor rendezték volna. A várható extrém hideg miatt a rajtot február 18-án 15:00-kor tartották.

## Éremtáblázat
| Helyezés            | Nemzet                                       | Arany | Ezüst | Bronz | Összesen |
| ------------------- | -------------------------------------------- | ----- | ----- | ----- | -------- |
| 1.                  | Norvégia (NOR)                               | 6     | 2     | 6     | 14       |
| 2.                  | Franciaország (FRA)                          | 3     | 4     | 0     | 7        |
| 3.                  | Svédország (SWE)                             | 1     | 3     | 0     | 4        |
| 4.                  | Németország (GER)                            | 1     | 0     | 1     | 2        |
| 5.                  | Az Orosz Olimpiai Bizottság versenyzői (ROC) | 0     | 1     | 3     | 4        |
| 6.                  | Fehéroroszország (BLR)                       | 0     | 1     | 0     | 1        |
| 7.                  | Olaszország (ITA)                            | 0     | 0     | 1     | 1        |
| Összesen (7 nemzet) | Összesen (7 nemzet)                          | 11    | 11    | 11    | 33       |

## Érmesek

### Férfi
| A 2022. évi téli olimpiai játékok érmesei férfi biatlonban | |           | |           | |           |
| Versenyszám                                                | Arany                                                                                                | Arany     | Ezüst                                                                                              | Ezüst     | Bronz | Bronz     |
| Egyéni indításos                                           | Quentin Fillon Maillet · Franciaország (FRA)                                                         | 48:47,4   | Anton Szmolszkij · Fehéroroszország (BLR)                                                          | 49:02,2   | Johannes Thingnes Bø · Norvégia (NOR)                                                                               | 49:18,5   |
| Sprint                                                     | Johannes Thingnes Bø · Norvégia (NOR)                                                                | 24:00,3   | Quentin Fillon Maillet · Franciaország (FRA)                                                       | 24:25,9   | Tarjei Bø · Norvégia (NOR)                                                                                          | 24:00,3   |
| Üldözőverseny                                              | Quentin Fillon Maillet · Franciaország (FRA)                                                         | 39:07,5   | Tarjei Bø · Norvégia (NOR)                                                                         | 39:36,1   | Eduard Latipov · Az Orosz Olimpiai Bizottság versenyzői (ROC)                                                       | 39:42,8   |
| Tömegrajtos                                                | Johannes Thingnes Bø · Norvégia (NOR)                                                                | 38:14,4   | Martin Ponsiluoma · Svédország (SWE)                                                               | 38:54,7   | Vetle Sjåstad Christiansen · Norvégia (NOR)                                                                         | 39:26,9   |
| Váltó                                                      | Norvégia (NOR) · Sturla Holm Lægreid · Tarjei Bø · Johannes Thingnes Bø · Vetle Sjåstad Christiansen | 1:19:50,2 | Franciaország (FRA) · Fabien Claude · Émilien Jacquelin · Simon Desthieux · Quentin Fillon Maillet | 1:20:17,6 | Az Orosz Olimpiai Bizottság versenyzői (ROC) · Szaid Halili · Alekszandr Loginov · Makszim Cvetkov · Eduard Latipov | 1:20:35,5 |

### Női
| A 2022. évi téli olimpiai játékok érmesei női biatlonban |                                                                              |           | |           |                                                                                      |           |
| Versenyszám                                              | Arany                                                                        | Arany     | Ezüst | Ezüst     | Bronz                                                                                | Bronz     |
| Egyéni indításos                                         | Denise Herrmann · Németország (GER)                                          | 44:12,7   | Anaïs Chevalier-Bouchet · Franciaország (FRA)                                                                                    | 44:22,1   | Marte Olsbu Røiseland · Norvégia (NOR)                                               | 44:28,0   |
| Sprint                                                   | Marte Olsbu Røiseland · Norvégia (NOR)                                       | 20:44,3   | Elvira Öberg · Svédország (SWE)                                                                                                  | 21:15,2   | Dorothea Wierer · Olaszország (ITA)                                                  | 21:21,5   |
| Üldözőverseny                                            | Marte Olsbu Røiseland · Norvégia (NOR)                                       | 34:46,9   | Elvira Öberg · Svédország (SWE)                                                                                                  | 36:23,4   | Tiril Eckhoff · Norvégia (NOR)                                                       | 36:35,6   |
| Tömegrajtos                                              | Justine Braisaz-Bouchet · Franciaország (FRA)                                | 40:18,0   | Tiril Eckhoff · Norvégia (NOR)                                                                                                   | 40:33,3   | Marte Olsbu Røiseland · Norvégia (NOR)                                               | 40:52,9   |
| Váltó                                                    | Svédország (SWE) · Linn Persson · Mona Brorsson · Hanna Öberg · Elvira Öberg | 1:11:03,9 | Az Orosz Olimpiai Bizottság versenyzői (ROC) · Irina Kazakevics · Krisztyina Rezcova · Szvetlana Mironova · Uljana Nyigmatullina | 1:11:15,9 | Németország (GER) · Vanessa Voigt · Vanessa Hinz · Franziska Preuß · Denise Herrmann | 1:11:41,3 |

### Vegyes
A vegyes váltóban két férfi és két női versenyző alkotott egy csapatot. Mindegyik versenyző 6–6 km-t tett meg.
| A 2022. évi téli olimpiai játékok érmesei vegyes biatlonban |                                                                                           |           | |           | |           |
| Versenyszám                                                 | Arany                                                                                     | Arany     | Ezüst | Ezüst     | Bronz | Bronz     |
| Vegyes váltó                                                | Norvégia (NOR) · Marte Olsbu Røiseland · Tiril Eckhoff · Tarjei Bø · Johannes Thingnes Bø | 1:06:45,6 | Franciaország (FRA) · Anaïs Chevalier-Bouchet · Julia Simon · Émilien Jacquelin · Quentin Fillon Maillet | 1:06:46,5 | Az Orosz Olimpiai Bizottság versenyzői (ROC) · Uljana Nyigmatullina · Krisztyina Rezcova · Alekszandr Loginov · Eduard Latipov | 1:06:47,1 |